# 欣克利 (加利福尼亞州)
欣克利（英語：Hinkley）是位於美國加利福尼亞州聖貝納迪諾縣的一個非建制地區。該地的面積和人口皆未知。

## 地理
欣克利的座標為34°56′00″N 117°12′00″W / 34.93333°N 117.20000°W，而該地的平均海拔高度為629米（即2064英尺）。